# فارشاد نور
فرشاد نور (بالدرية: فرشاد نور) (ولد في 2 أكتوبر 1994 في مزار شريف، أفغانستان) لاعب كرة قدم دولي أفغاني يجيد اللعب في مركز الوسط المحوري وبدرجة أقل الوسط المهاجم والوسط المدافع. يلعب حاليا لصالح البحرين الذي ينافس في دوري الدرجة الثانية البحريني منذ 2022.

## المسيرة الرياضية

### الأندية
انضم نور إلى ويلهيلمينا بويز ثم انتقل إلى الفئات السنية في آيندهوفن في عام 2004. في 1 يوليو 2013 تم تصعيده إلى رديف آيندهوفن (الدرجة الثانية). في موسمه الأول 2013-2014 وفي بطولة دوري الدرجة الثانية ساهم نور في احتلال رديف آيندهوفن المركز العاشر برصيد 54 نقطة. في موسمه الثاني 2014-2015 ساهم نور في احتلال رديف آيندهوفن المركز الرابع عشر برصيد 46 نقطة.
في 7 أغسطس 2015 انتقل نور من آيندهوفن إلى رودا كيركراده (الصاعد حديثا إلى الدرجة الممتازة) في صفقة انتقال حر. في موسمه الأول 2015-2016 وفي بطولة الدوري الهولندي الممتاز 2015–16 ساهم نور في احتلال رودا كيركراده المركز الرابع عشر برصيد 34 نقطة بفارق خمس نقاط عن منطقة الهبوط. وفي بطولة كأس هولندا 2015–16 ساهم في وصول رودا كيركراده إلى الدور الربع النهائي عندما خسر من فاينورد بهدف نظيف.
في موسمه الثاني 2016-2017 وفي بطولة الدوري الهولندي الممتاز 2016–17 ساهم نور في حصد رودا كيركراده 13 نقطة في 18 مباراة محتلا المركز السابع عشر قبل الأخير (منطقة الهبوط). وفي بطولة كأس هولندا 2016–17 خرج رودا كيركراده من مباراته الأولى عندما خسر من آيندهوفن برباعية نظيفة.
في 19 يناير 2017 انتقل نور من رودا كيركراده إلى كامبور (الدرجة الثانية) بنظام الإعارة حتى نهاية الموسم. في موسمه الأول 2016-2017 وفي بطولة دوري الدرجة الثانية ساهم نور في احتلال كامبور المركز الثالث برصيد 71 نقطة بفارق 9 نقاط عن البطل في في في فينلو وانتقل للعب في تصفيات الصعود حيث خسر في الدور الثاني من إم في في ماستريخت 2-3 في مجموع المباراتين. انتهت الإعارة في 30 يونيو 2017.
في 4 أغسطس 2017 انتقل نور من رودا كيركراده إلى إسكلستونا السويدي (الصاعد حديثا إلى الدرجة الممتازة) في صفقة انتقال حر. في موسمه الأول 2017 وفي بطولة الدوري السويدي الممتاز 2017 ساهم نور في احتلال إسكلستونا المركز السادس عشر الأخير برصيد 20 نقطة بفارق 11 نقطة عن منطقة الأمان. وفي بطولة كأس السويد 2017-18 خرج إسكلستونا من مباراته الأولى عندما خسر من فاسالوندس (الدرجة الثانية) 1-3 في الوقت الإضافي في الدور الثاني.
في 17 يناير 2018 انتقل نور من إسكلستونا إلى نيا سلاميس فاماغوستا القبرصي (الدرجة الممتازة) في صفقة انتقال حر. في موسمه الأول 2017-2018 وفي بطولة الدوري القبرصي لكرة القدم 2017–18 ساهم نور في احتلال نيا سلاميس فاماغوستا المركز العاشر برصيد 24 نقطة وانتقل إلى الدوري السداسي لتفادي الهبوط حيث احتل في نهاية المطاف المركز السابع برصيد 48 نقطة ونجى من الهبوط. وفي بطولة كأس قبرص 2017–18 ساهم في وصول نيا سلاميس فاماغوستا إلى الدور الربع النهائي عندما خسر من أبويل 2-5 في مجموع المباراتين.
في موسمه الثاني 2018-2019 وفي بطولة الدوري القبرصي لكرة القدم 2018–19 ساهم نور في احتلال نيا سلاميس فاماغوستا المركز السادس برصيد 31 نقطة وانتقل إلى الدوري السداسي لتحديد البطل حيث احتل في نهاية المطاف المركز الخامس برصيد 44 نقطة بفارق 11 نقطة عن صاحب المركز الرابع أيل ليماسول المؤهل إلى الدوري الأوروبي. وفي بطولة كأس قبرص خرج نيا سلاميس فاماغوستا من المرحلة الأولى عندما خسر من أيك لارنكا 1-4 في مجموع المباراتين في الدور الثمن النهائي.
في موسمه الثالث والأخير 2019-2020 وفي بطولة الدوري الممتاز ساهم نور في احتلال نيا سلاميس فاماغوستا المركز الثامن برصيد 25 نقطة وبالتالي انتقل إلى الدوري السداسي لتحديد الهابطين ليحتل في نهاية المطاف المركز الثامن برصيد 26 نقطة قبل نهاية الدوري السداسي بتسع جولات. في 15 مايو 2020 تم إلغاء بطولة الدوري بسبب انتشار جائحة كورونا. لم يتم منح اللقب ولم يتم هبوط أي فريق مع توسيع الدوري إلى 14 فريق الموسم التالي لعام انتقالي. وفي بطولة كأس قبرص ساهم في وصول نيا سلاميس فاماغوستا إلى الدور الربع النهائي عندما خسر من أنورثوسيس فاماغوستا 1-3 في مجموع المباراتين. انتهى العقد الذي يجمع بينهما في 30 يونيو 2020.
في 21 مارس 2021 انتقل نور إلى برسيب باندونغ الإندونيسي (الدرجة الممتازة) في صفقة انتقال حر. تم فسخ العقد في 21 مارس 2021 ولم يلعب نور أي مباراة بسبب توقف البطولات الرياضية في إندونيسيا بسبب انتشار جائحة كورونا.
في 20 يونيو 2021 انتقل نور إلى الحالة البحريني (الصاعد حديثا إلى الدرجة الممتازة) في صفقة انتقال حر.

### المنتخبات
في 23 مارس 2017 شارك نور في أول مباراة دولية مع أفغانستان وكانت أمام سنغافورة وديا وانتهت بفوز أفغانستان 2-1.
شارك نور في تصفيات كأس آسيا 2019 – المرحلة الثالثة ضمن المجموعة الثالثة وشارك في جميع المباريات الست وساهم في احتلال أفغانستان المركز الثالث برصيد 6 نقاط بفارق 4 نقاط عن صاحب المركز الثاني فيتنام الذي تأهل إلى نهائيات البطولة.
شارك نور في تصفيات كأس العالم 2022 – آسيا الجولة الثانية حيث وقع أفغانستان في المجموعة الخامسة ولعب نور جميع المباريات الثمانية وساهم في احتلال أفغانستان المركز الرابع برصيد 6 نقاط بفارق 12 نقطة عن صاحب المركز الثاني عمان وبالتالي خرج أفغانستان من تصفيات كأس العالم ولكنه انتقل إلى تصفيات كأس آسيا 2023 - الدور الثالث. استطاع نور تسجيل أول هدف دولي له على بنغلاديش وانتهت المباراة بهذا الهدف.

## روابط خارجية
- فارشاد نور على موقع قاعدة بيانات كرة القدم.إي يو (الإنجليزية)
- فارشاد نور على موقع ناشيونال فوتبول تيمز (الإنجليزية)
- فارشاد نور على موقع Soccerway.com (الإنجليزية)